# Kudy běží zajíc
Kudy běží zajíc je český fotbalový podcast, jeden z nejposlouchanějších českých podcastů.
Český moderátor Ondřej Novotný začal v březnu 2020 během pandemie covidu-19 vysílat na platformě YouTube pořad Tak určitě, kde byli jeho hosty například Patrik Schick, Přemysl Forejt, Tomáš Satoranský či David Pastrňák. Dne 1. května 2020 byl do pořadu pozván český sportovní novinář a tehdejší šéf fotbalové sekce Deníku Sport Jan Podroužek, který se později stal pravidelným hostem.
Dne 20. srpna 2020 byl, před začátkem Fortuna:Ligy 2020/2021, odvysílán první díl nového ročníku Kudy běží zajíc s Ondřejem Novotným a Janem Podroužkem. 26. srpna nahradil v druhém díle Podroužka jiný sportovní novinář Luděk Mádl. Ve třetím díle se však do pořadu navrátil Podroužek.
Během podzimu 2021 se stali pravidelnými hosty podcastu také sportovní novináři Jan Vacek, Radek Špryňar či Michal Kvasnica.

## Charakteristika
Jednotlivé díly pořadu Kudy běží zajíc se pravidelně vysílají jednou za týden. Obsahem vysílaní kromě probírání aktuálního fotbalového dění je také charitativní tiket kurzového sázení na platformě Tipsport či udělení ocenění Zajíc.

## Seznam držitelů zajíce
Od prvního dílu bylo udělováno ocenění Zajíc, která symbolizuje formu uznání nebo ocenění v rámci českého fotbalového prostředí.
| Díl | Datum             | Zajíc                                    |        |
| --- | ----------------- | ---------------------------------------- | ------ |
| 1   | 13. května 2020   | Dušan Svoboda (fotbalový funkcionář)     | [ 14 ] |
| 2   | 28. května 2020   | Jean-David Beauguel (FC Viktoria Plzeň)  | [ 15 ] |
| 3   | 8. června 2020    | Martin Melichar (FK Příbram)             | [ 16 ] |
| 4   | 25. června 2020   | Ondřej Kolář (SK Slavia Praha)           | [ 17 ] |
| 5   | 20. července 2020 | Milan Baroš, Tomáš Sivok a Dušan Svoboda | [ 18 ] |

| Díl | Datum              | Zajíc                                        | Antizajíc                          |
| --- | ------------------ | -------------------------------------------- | ---------------------------------- |
| 1   | 20. srpna 2020     | Jindřich Trpišovský (trenér SK Slavia Praha) | Neuděleno                          |
| 2   | 26. srpna 2020     | Stanislav Tecl (SK Slavia Praha)             | Neuděleno                          |
| 3   | 31. srpna 2020     | Petr Rada (trenér FK Jablonec)               | Neuděleno                          |
| 4   | 16. září 2020      | Emil Tischler (FK Pardubice)                 | Neuděleno                          |
| 5   | 23. září 2020      | Dyjan Carlos de Azevedo (FC Baník Ostrava)   | Neuděleno                          |
| 6   | 30. září 2020      | Ondřej Kúdela (SK Slavia Praha)              | Neuděleno                          |
| 7   | 7. října 2020      | Michael Rabušic (FC Slovan Liberec)          | Neuděleno                          |
| 8   | 21. října 2020     | Vladimír Coufal (West Ham United FC)         | Neuděleno                          |
| 9   | 28. října 2020     | Pavel Hoftych (trenér FC Slovan Liberec)     | Neuděleno                          |
| 10  | 4. listopadu 2020  | Peter Olayinka (SK Slavia Praha)             | Neuděleno                          |
| 11  | 11. listopadu 2020 | Lukáš Juliš (AC Sparta Praha)                | Neuděleno                          |
| 12  | 18. listopadu 2020 | Matěj Chaluš (FC Slovan Liberec)             | Neuděleno                          |
| 13  | 25. listopadu 2020 | Jaroslav Šilhavý (trenér české reprezentace) | Neuděleno                          |
| 14  | 2. prosince 2020   | Michal Papadopulos (MFK Karviná)             | Neuděleno                          |
| 15  | 9. prosince 2020   | Abdallah Sima (SK Slavia Praha)              | Neuděleno                          |
| 16  | 16. prosince 2020  | Dyjan Carlos de Azevedo (FC Baník Ostrava)   | Neuděleno                          |
| 17  | 22. prosince 2020  | Patrik Schick (Bayer 04 Leverkusen)          | Neuděleno                          |
| 18  | 6. ledna 2021      | Tomáš Souček (West Ham United FC)            | Neuděleno                          |
| 19  | 13. ledna 2021     | Václav Černý (FC Twente)                     | Neuděleno                          |
| 20  | 20. ledna 2021     | Petr Rada (trenér FK Jablonec)               | Neuděleno                          |
| 21  | 27. ledna 2021     | Tomáš Souček (West Ham United FC)            | Neuděleno                          |
| 22  | 3. února 2021      | Jan Kuchta (SK Slavia Praha)                 | Neuděleno                          |
| 23  | 10. února 2021     | Florin Niță (AC Sparta Praha)                | Neuděleno                          |
| 24  | 17. února 2021     | David Moberg Karlsson (AC Sparta Praha)      | Neuděleno                          |
| 25  | 24. února 2021     | Martin Svědík (trenér 1. FC Slovácko)        | Neuděleno                          |
| 26  | 3. března 2021     | Lukáš Provod (SK Slavia Praha)               | Neuděleno                          |
| 27  | 10. března 2021    | Jean-David Beauguel (FC Viktoria Plzeň)      | Jan Bořil (SK Slavia Praha)        |
| 28  | 18. března 2021    | Nicolae Stanciu (SK Slavia Praha)            | Neuděleno                          |
| 29  | 24. března 2021    | Tomáš Pekhart (Legia Warszawa)               | Neuděleno                          |
| 30  | 31. března 2021    | Tomáš Vaclík (Sevilla FC)                    | Neuděleno                          |
| 31  | 7. dubna 2021      | Ladislav Krejčí mladší (AC Sparta Praha)     | Neuděleno                          |
| 32  | 14. dubna 2021     | Tomáš Holeš (SK Slavia Praha)                | UEFA                               |
| 33  | 21. dubna 2021     | Ivan Schranz (FK Jablonec)                   | Steven Gerrard (trenér Rangers FC) |
| 34  | 28. dubna 2021     | Adam Hložek (AC Sparta Praha)                | Neuděleno                          |
| 35  | 6. května 2021     | Jakub Pešek (FC Slovan Liberec)              | AC Sparta Praha                    |
| 36  | 13. května 2021    | Martin Doležal (FK Jablonec)                 | Neuděleno                          |
| 37  | 19. května 2021    | David Buchta (FC Baník Ostrava)              | Neuděleno                          |
| 38  | 26. května 2021    | Michael Krmenčík (PAOK Soluň)                | Neuděleno                          |
| 39  | 2. června 2021     | Lukáš Provod (SK Slavia Praha)               | Neuděleno                          |
| 40  | 9. června 2021     | David Limberský (FC Viktoria Plzeň)          | Neuděleno                          |
| 41  | 16. června 2021    | Patrik Schick (Bayer 04 Leverkusen)          | Neuděleno                          |
| 42  | 23. června 2021    | Vladimír Coufal (West Ham United FC)         | Neuděleno                          |
| 43  | 30. června 2021    | Tomáš Holeš (SK Slavia Praha)                | Neuděleno                          |
| 44  | 8. července 2021   | Jaroslav Šilhavý (trenér české reprezentace) | Neuděleno                          |

| Díl | Datum              | Zajíc                                       | Antizajíc                                |
| --- | ------------------ | ------------------------------------------- | ---------------------------------------- |
| 45  | 21. července 2021  | Neuděleno                                   | Neuděleno                                |
| 46  | 28. července 2021  | Emil Tischler (FK Pardubice)                | Neuděleno                                |
| 47  | 5. srpna 2021      | David Lischka (FC Baník Ostrava)            | fanoušci AC Sparta Praha                 |
| 48  | 11. srpna 2021     | Filip Panák (AC Sparta Praha)               | Neuděleno                                |
| 49  | 19. srpna 2021     | Michal Bílek (trenér FC Viktoria Plzeň)     | Neuděleno                                |
| 49  | 26. srpna 2021     | Jan Silný (SK Líšeň)                        | Jan Pauly (generální sekretář FAČR)      |
| 50  | 1. září 2021       | Miroslav Koubek (trenér FC Hradec Králové)  | Neuděleno                                |
| 51  | 8. září 2021       | Neuděleno                                   | Neuděleno                                |
| 52  | 17. září 2021      | Jan Sýkora (FC Viktoria Plzeň)              | Neuděleno                                |
| 53  | 23. září 2021      | Jindřich Staněk (FC Viktoria Plzeň)         | Neuděleno                                |
| 54  | 30. září 2021      | Ewerton (FK Mladá Boleslav)                 | Neuděleno                                |
| 55  | 7. října 2021      | Patrik Schick (Bayer 04 Leverkusen)         | Neuděleno                                |
| 56  | 20. října 2021     | Adam Vlkanova (FC Hradec Králové)           | Neuděleno                                |
| 57  | 28. října 2021     | Florin Niță (AC Sparta Praha)               | Neuděleno                                |
| 58  | 4. listopadu 2021  | Ewerton (FK Mladá Boleslav)                 | Neuděleno                                |
| 59  | 12. listopadu 2021 | Daniel Křetínský (vlastník AC Sparta Praha) | Neuděleno                                |
| 60  | 17. listopadu 2021 | Jan Sýkora (FC Viktoria Plzeň)              | Neuděleno                                |
| 61  | 24. listopadu 2021 | Milan Škoda (FK Mladá Boleslav)             | Neuděleno                                |
| 62  | 2. prosince 2021   | Fortune Bassey (SK Dynamo České Budějovice) | Neuděleno                                |
| 63  | 8. prosince 2021   | Patrik Schick (Bayer 04 Leverkusen)         | Neuděleno                                |
| 64  | 16. prosince 2021  | Matěj Pulkrab (AC Sparta Praha)             | Jozef Chovanec (bývalý fotbalový trenér) |
| 65  | 22. prosince 2021  | Ondřej Smetana (trenér FC Baník Ostrava)    | Neuděleno                                |
| 66  | 9. ledna 2022      | Tomáš Čvančara (AC Sparta Praha)            | Neuděleno                                |
| 67  | 12. ledna 2022     | Neuděleno                                   | Neuděleno                                |
| 68  | 22. ledna 2022     | Antonín Barák (Hellas Verona FC)            | Neuděleno                                |
| 69  | 2. února 2022      | Neuděleno                                   | Neuděleno                                |
| 70  | 9. února 2022      | Patrik Schick (Bayer 04 Leverkusen)         | Pavel Orel (fotbalový rozhodčí)          |
| 71  | 19. února 2022     | Václav Sejk (FK Teplice)                    | Neuděleno                                |
| 72  | 3. března 2022     | Yira Sor (SK Slavia Praha)                  | Petr Fousek (předseda FAČR)              |
| 73  | 9. března 2022     | Ondřej Lingr (SK Slavia Praha)              | Neuděleno                                |
| 74  | 16. března 2022    | Yira Sor (SK Slavia Praha)                  | Neuděleno                                |
| 75  | 23. března 2022    | Rafiu Durosinmi (MFK Karviná)               | Neuděleno                                |
| 76  | 31. března 2022    | Neuděleno                                   | Neuděleno                                |
| 77  | 6. dubna 2022      | Tomáš Chorý (FC Viktoria Plzeň)             | Petr Rada (trenér FK Jablonec)           |
| 78  | 15. dubna 2022     | Neuděleno                                   | Neuděleno                                |
| 79  | 21. dubna 2022     | Radim Breite (SK Sigma Olomouc)             | Neuděleno                                |
| 80  | 27. dubna 2022     | Miroslav Koubek (trenér FC Hradec Králové)  | Neuděleno                                |
| 81  | 5. května 2022     | Václav Jurečka (1. FC Slovácko)             | Neuděleno                                |
| 82  | 11. května 2022    | Patrik Schick (Bayer 04 Leverkusen)         | Neuděleno                                |
| 83  | 13. května 2022    | Michal Bílek (trenér FC Viktoria Plzeň)     | Neuděleno                                |
| 84  | 19. května 2022    | Martin Svědík (trenér 1. FC Slovácko)       | Neuděleno                                |
| 85  | 27. května 2022    | Roman Květ (Bohemians Praha 1905)           | Neuděleno                                |
| 86  | 15. června 2022    | Adam Hložek (AC Sparta Praha)               | Neuděleno                                |
| 87  | 25. června 2022    | Neuděleno                                   | Neuděleno                                |

| Díl | Datum              | Zajíc | Antizajíc                         |
| --- | ------------------ | --- | --------------------------------- |
| 88  | 21. července 2022  | Neuděleno | Neuděleno                         |
| 89  | 27. července 2022  | Yira Sor (SK Slavia Praha) | Neuděleno                         |
| 90  | 3. srpna 2022      | Jakub Urbanec (FK Teplice) | Neuděleno                         |
| 91  | 10. srpna 2022     | Mick van Buren (FC Slovan Liberec) | Neuděleno                         |
| 92  | 17. srpna 2022     | Michal Ševčík (FC Zbrojovka Brno) | Neuděleno                         |
| 93  | 24. srpna 2022     | Adolf Šádek (vlastník FC Viktoria Plzeň) | Neuděleno                         |
| 94  | 30. srpna 2022     | Stanislav Tecl (SK Slavia Praha) | Neuděleno                         |
| 95  | 2. září 2022       | Neuděleno | Neuděleno                         |
| 96  | 6. září 2022       | Tomáš Ladra (FK Mladá Boleslav) | Neuděleno                         |
| 98  | 14. září 2022      | Václav Brabec (majitel FC Baník Ostrava) | Neuděleno                         |
| 99  | 22. září 2022      | Jiří Klíma (FC Baník Ostrava) | Neuděleno                         |
| 100 | Neproběhl          | Neproběhl | Neproběhl                         |
| 101 | 29. září 2022      | Neuděleno | Neuděleno                         |
| 102 | 8. října 2022      | Matěj Šín (FC Baník Ostrava) | Vedení FAČR                       |
| 103 | 12. října 2022     | Roman Květ (Bohemians Praha 1905) | Neuděleno                         |
| 104 | 23. října 2022     | Dominik Smékal (FC Hlučín) | Neuděleno                         |
| 105 | 26. října 2022     | Václav Jurečka (SK Slavia Praha) | Neuděleno                         |
| 106 | 5. listopadu 2022  | Erik Jirka (FC Viktoria Plzeň) | Neuděleno                         |
| 107 | 9. listopadu 2022  | Matěj Jurásek (SK Slavia Praha) | Pavel Franěk (fotbalový rozhodčí) |
| 108 | 18. listopadu 2022 | Neuděleno | Neuděleno                         |
| 109 | 23. listopadu 2022 | Neuděleno | Neuděleno                         |
| 110 | 30. listopadu 2022 | Fatima Rahimi | Neuděleno                         |
| 111 | 8. prosince 2022   | Gonçalo Ramos (Portugalsko) | Neuděleno                         |
| 112 | 13. prosince 2022  | tým fotbalové reprezentace Maroka na MS 2022 | Neuděleno                         |
| 113 | 16. prosince 2022  | Julián Álvarez (Argentina) | Neuděleno                         |
| 114 | 20. prosince 2022  | Neuděleno | Neuděleno                         |
| 115 | 18. ledna 2023     | Neuděleno | Neuděleno                         |
| 116 | 26. ledna 2023     | Adam Hložek (Bayer 04 Leverkusen) | Neuděleno                         |
| 117 | 2. února 2023      | Michal Reichl (FC Hradec Králové) | Neuděleno                         |
| 118 | 11. února 2023     | Jakub Považanec (FK Jablonec) | Neuděleno                         |
| 119 | 18. února 2023     | Roman Květ (FC Viktoria Plzeň); speciální zajíc za svůj Coming out - Jakub Jankto (AC Sparta Praha)                                                       | Neuděleno                         |
| 120 | 23. února 2023     | Jakub Řezníček (FC Zbrojovka Brno) | Neuděleno                         |
| 121 | 1. března 2023     | Václav Sejk (AC Sparta Praha) | Neuděleno                         |
| 122 | 8. března 2023     | Quadri Adediran (SK Dynamo České Budějovice) | Neuděleno                         |
| 123 | 16. března 2023    | Jan Vodháněl (SK Sigma Olomouc) | Neuděleno                         |
| 124 | 23. března 2023    | Daniel Köstl (Bohemians Praha 1905) | Neuděleno                         |
| 125 | 29. března 2023    | Jiří Pavlenka (česká fotbalová reprezentace) | Neuděleno                         |
| 126 | 6. dubna 2023      | Jaroslav Veselý (Bohemians Praha 1905) | Neuděleno                         |
| 127 | 13. dubna 2023     | Matěj Vydra (FC Viktoria Plzeň) | Neuděleno                         |
| 128 | 20. dubna 2023     | Jakub Řezníček (FC Zbrojovka Brno) | Neuděleno                         |
| 129 | 27. dubna 2023     | Tom Slončík (FC Zlín) | Neuděleno                         |
| 130 | 4. května 2023     | Muhamed Tijani (FC Baník Ostrava) | Neuděleno                         |
| 131 | 11. května 2023    | Tomáš Petrášek (Raków Częstochowa) | Neuděleno                         |
| 132 | 20. května 2023    | Antonín Barák (ACF Fiorentina), Florin Niță (AC Sparta Praha)                                                                                             | Neuděleno                         |
| 133 | 26. května 2023    | Brian Priske (trenér AC Sparta Praha) | Neuděleno                         |
| 134 | 7. června 2023     | speciální zlatý zajíc Zlatan Ibrahimović (AC Milán) | Neuděleno                         |
| 135 | 15. června 2023    | Daniel Křetínský (akcionář West Ham United FC) a čestný zajíc za "přestup" z práce novináře na post sportovního ředitele českých budějovic, Jan Podroužek | Neuděleno                         |

| Díl | Datum             | Zajíc | Antizajíc |
| --- | ----------------- | --- | --------- |
| 136 | 18. července 2023 | Neuděleno | Neuděleno |
| 137 | 25. července 2023 | Dominik Kostka (FK Mladá Boleslav)                                                                                 | Neuděleno |
| 138 | 1. srpna 2023     | Zdenko Frťala (trenér FK Teplice) a čestný zajíc Jan Laštůvka za ukončení profesionální kariéry (FC Baník Ostrava) | Neuděleno |
| 139 | 8. srpna 2023     | Stanislav Dostál (FC Zlín) (symbolický zajíc fanoušci fotbalu za nejvyšší návštěvnost v tomto století              | Neuděleno |
| 140 | 15. srpna 2023    | Pavel Šulc (FC Viktoria Plzeň) a čestný zajíc Vít Zaoral (rozhodčí) za první odpískaný zápas                       | Neuděleno |